# Stemonoceras
Phaegorista là một chi bướm đêm thuộc họ Noctuidae.

## Hình ảnh

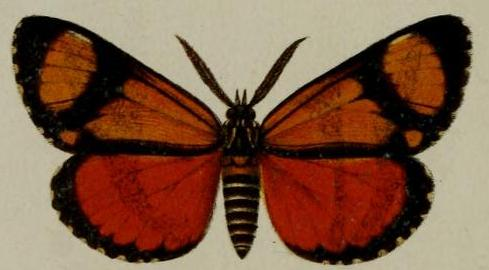